# Crash! Boom! Bang! (álbum de Roxette)
Crash! Boom! Bang! es el título del quinto álbum grabado en estudio del dúo sueco Roxette, y fue publicado internacionalmente el 9 de abril de 1994. Se convirtió en un éxito inmediato, llegando al Top 10 en más de veinte países de Europa, Australasia y Sudamérica. En Estados Unidos  se publicó una edición especial con 10 de las 15 canciones del álbum  con el título Favorites from Crash! Boom! Bang!, ofrecido en locales de McDonald's. No fue lanzado en el mercado estadounidense hasta la reedición de 2009. 
El álbum produjo cinco sencillos, siendo "Sleeping in my Car" el más exitoso. Hasta 2001, Crash! Boom! Bang! había vendido más de cinco millones de copias.

## Detalles
A diferencia de Joyride, que tenía un estilo claramente pop, en Crash! Boom! Bang! el estilo predominante es pop-rock con guitarras y baterías muy prominentes, así como una mayoría de canciones interpretadas total o mayoritariamente por Gessle. Son ejemplo de esto pistas como "I Love the Sound of Crashing Guitars", "Harleys & Indians (Riders in the Sky)" y "Lies", a la vez que Fredriksson pone su voz en "Sleeping in my Car" y "Do You Wanna Go The Whole Way?" y se distribuyen las baladas, como "Vulnerable" y "Crash! Boom! Bang!". También hay incursiones de rock acústico-folk ("Place Your Love", "The First Girl On the Moon") y hasta psicodélicas ("Love is All (Shine Your Light On Me)". Según indica el booklet del álbum, "Harleys & Indians" fue inspirada por Marlon Brando y Lasse Nordin y "I Love the Sound of Crashing Guitars" por Pete Townshend y Steve Marriott. 
La recepción crítica fue mixta. Algunos críticos objetaron la relativa ausencia de Fredriksson en las baladas. AllMusic destacó las habilidades vocales y compositivas del dúo, pero lamentó que el álbum fuera "muy pop para los oyentes de rock y muy rock para los fanáticos del pop de mediados de los 90".
"Sleeping in my Car" fue el primer sencillo, que antecedió en un mes al disco completo. Fue un gran éxito en Europa y Sudamérica y además la última canción de Roxette en aparecer en el Billboard Hot 100 (en el N° 50). Los sencillos siguientes tuvieron un éxito menor y dispar. La balada que da título al disco rondó el Top 20 en Europa. "Fireworks" fue mucho más moderado y es el único sencillo obviado en todas las compilaciones subsiguientes (salvo Rarities, donde aparece remixado). "Run to You" fue lanzada en territorios selectos con un éxito similar y "Vulnerable" consiguió un éxito mayor en países como Suecia, Polonia y Sudamérica en general. La edición japonesa de Crash! Boom! Bang! incluyó como bonus track la canción "Almost Unreal", que Roxette lanzara en 1993 como parte de la banda de sonido de la adaptación cinematográfica de Super Mario Bors., con importante éxito en varios mercados. Esta canción fue incluida en el relanzamiento de 2009.
Roxette salió de gira con el álbum con el "Crash! Boom! Bang! Tour". Realizaron 81 presentaciones en Europa, Asia, Latinoamérica, Australia y África ante más de un millón de personas. El tour incluyó en su itinerario países que no figuraban en los trazados normales de las bandas internacionales, como Sudáfrica, Venezuela, Indonesia, Rusia y China. A partir de entonces muchas bandas las comenzaron a incluir. Fueron la primera banda desde Wham! en 1985 en presentarse en China, y cerraron la gira con un recital el 1 de mayo en Moscú, convirtiéndose en el primer acto musical en tocar en ese país ese día conmemorativo desde 1917. Fueron también los segundos luego de Whitney Houston en presentarse en Sudáfrica luego de la caída del apartheid; el video del recital fue filmado en Johannesburgo.  Esta gira presentó fuertemente la imagen de Roxette como banda pop orientada al rock, con muchas canciones del nuevo álbum incluidas en el set.

## Sencillos
Este álbum tuvo 5 sencillos: 
- Sleeping in my car[2]
- Crash! Boom! Bang![3]
- Fireworks[4]
- Run to you[5]
- Vulnerable[6]

El videoclip de Sleeping in my car, publicado en marzo de 1994 fue dirigido por Michael Geoghegan.Mientras que el videoclip de Crash! Boom! Bang! fue publicado en mayo de 1994. El mismo también fue dirigido por Michael Geoghegan.El videoclip del tercer sencillo, Fireworks, fue publicado en agosto de 1994. También dirigido por Michael Geoghegan.Mientras que el videoclip del cuarto sencillo, Run to you, publicado en noviembre de 1994, fue dirigido por Jonas Åkerlund.El videoclip del quinto sencillo, Vulnerable, fue publicado en marzo de 1995, siendo también dirigido por Jonas Åkerlund.

## Favorites from Crash! Boom! Bang!
Algunos meses antes del lanzamiento oficial en Estados Unidos, EMI decidió editar una versión más pequeña titulada Favorites from Crash! Boom! Bang!, disponible a través de una promoción de McDonald´s, en la cual también podían encontrarse artistas como Tina Turner o Elton John. Esta edición contó con cinco canciones menos y una edición más económica. Favorites vendió más de un millón de copias en Estados Unidos, que se suman a las más de 500 mil que fueron importadas por particulares del álbum original. Actualmente es un objeto de colección.

## Lista de canciones
Todas las canciones escritas y compuestas por Per Gessle, excepto donde se indica. 
| "Crash! Boom! Bang!" (CD-album - edición original) |                                         |            |                           |          |  |
| N.º                                                | Título                                  | Letras     | Música                    | Duración |  |
| 1.                                                 | «Harleys & Indians (Riders in the Sky)» |            |                           | 3:45     |  |
| 2.                                                 | «Crash! Boom! Bang!» (english version)  |            |                           | 5:02     |  |
| 3.                                                 | «Fireworks»                             |            |                           | 3:58     |  |
| 4.                                                 | «Run to You»                            |            |                           | 3:39     |  |
| 5.                                                 | «Sleeping in My Car»                    |            |                           | 3:46     |  |
| 6.                                                 | «Vulnerable»                            |            |                           | 5:01     |  |
| 7.                                                 | «The First Girl on the Moon»            |            |                           | 3:00     |  |
| 8.                                                 | «Place Your Love»                       |            |                           | 3:10     |  |
| 9.                                                 | «I Love the Sound of Crashing Guitars»  |            |                           | 4:48     |  |
| 10.                                                | «What's She Like?»                      |            |                           | 4:14     |  |
| 11.                                                | «Do You Wanna Go the Whole Way?»        |            |                           | 4:09     |  |
| 12.                                                | «Lies»                                  |            | Per Gessle y Mats Persson | 3:34     |  |
| 13.                                                | «I'm Sorry»                             |            |                           | 3:14     |  |
| 14.                                                | «Love Is All (Shine Your Light on Me)»  |            |                           | 6:45     |  |
| 15.                                                | «Go to Sleep»                           | Per Gessle | Marie Fredriksson         | 3:59     |  |
| 1:02:03                                            |                                         |            |                           |          |  |

| Crash! Boom! Bang! (Japón) |                                                                   |            |                           |          |  |
| N.º                        | Título                                                            | Letras     | Música                    | Duración |  |
| 12.                        | «Almost Unreal» (de la B.S.O. de Super Mario Bros. - bonus track) |            |                           | 3:59     |  |
| 13.                        | «Lies»                                                            |            | Per Gessle y Mats Persson | 3:34     |  |
| 14.                        | «I'm Sorry»                                                       |            |                           | 3:14     |  |
| 15.                        | «Love Is All (Shine Your Light on Me)»                            |            |                           | 6:45     |  |
| 16.                        | «Go to Sleep»                                                     | Per Gessle | Marie Fredriksson         | 3:59     |  |
| 1:02:05                    |                                                                   |            |                           |          |  |

| Favorites from Crash! Boom! Bang! |                                         |          |  |
| N.º                               | Título                                  | Duración |  |
| 1.                                | «Harleys & Indians (Riders in the Sky)» | 3:45     |  |
| 2.                                | «Run to You»                            | 3:39     |  |
| 3.                                | «Chash! Boom! Bang!»                    | 5:02     |  |
| 4.                                | «I Love the Sound of Crashing Guitars»  | 4:48     |  |
| 5.                                | «Do You Wanna Go the Whole Way?»        | 4:09     |  |
| 6.                                | «The First Girl on the Moon»            | 3:02     |  |
| 7.                                | «Place Your Love»                       | 3:07     |  |
| 8.                                | «Lies»                                  | 3:34     |  |
| 9.                                | «I'm Sorry»                             | 3:13     |  |
| 10.                               | «Go to Sleep»                           | 4:00     |  |
| 32:20                             |                                         |          |  |

| Crash! Boom! Bang! (edición remasterizada de 2009) |                                                                    |          |  |
| N.º                                                | Título                                                             | Duración |  |
| 16.                                                | «Almost Unreal» (De la B.S.O. de Super Mario Bros.)                | 3:57     |  |
| 17.                                                | «Crazy About You» (Lado B del sencillo: "You Don't Understand Me") | 3:59     |  |
| 18.                                                | «See Me» (Lado B del sencillo: "Salvation")                        | 3:44     |  |
| 73:36                                              |                                                                    |          |  |

| Crash! Boom! Bang! (edición remasterizada de 2009) |                                                        |          |  |
| N.º                                                | Título                                                 | Duración |  |
| 16.                                                | «Better Off on Her Own» (Lado B del sencillo: "Stars") | 2:49     |  |
| 17.                                                | «Always Breaking My Heart» (demo)                      | 3:08     |  |
| 67:52                                              |                                                        |          |  |

## Posicionamiento
Álbum
| Lista                        | Posición | Certificación |
| ---------------------------- | -------- | ------------- |
| Álbumes Europeos (Billboard) | 3        | Platino       |
| Alemania                     | 2        | Platino       |
| Argentina                    | 6        | -             |
| Austria                      | 3        | Platino       |
| Bélgica                      | 5        | -             |
| Canadá                       | 14       | -             |
| Chile                        | 4        | -             |
| Dinamarca                    | 3        | -             |
| Escocia                      | 4        | -             |
| España                       | 2        | Platino       |
| Finlandia                    | 2        | Platino       |
| Holanda                      | 6        | -             |
| Italia                       | 14       | -             |
| Hungría                      | 9        | -             |
| Japón                        | 8        | 2x Platino    |
| Polonia                      | -        | Oro           |
| Portugal                     | 3        | -             |
| Reino Unido                  | 3        | Oro           |
| Suecia                       | 1        | 2x Platino    |
| Suiza                        | 1        | Platino       |

## Créditos[15]
- Voces — Per Gessle & Marie Fredriksson
- Letras — Per Gessle
- Música — Per Gessle, excepto "Go To Sleep" por Marie Fredriksson
- Guitarras eléctricas — Jonas Isacsson, Per Gessle, Janne Oldaeus, M. J. Persson & Pelle Sirén
- Guitarras acústicas — Jonas Isacsson, Per Gessle & Pelle Sirén
- Dobro guitarra — Per Gessle
- Programación — Clarence Öfwerman & Anders Herrlin
- Batería y percusión — Pelle Alsing, Nicki Wallin, Christer Jansson, Alar Suurna & Matts Persson
- Teclados — Clarence Öfwerman
- Armónica — Jalle Lorensson & Per Gessle
- Mandolin — Jonas Isacsson & M. J. Persson
- Bajo — Anders Herrlin
- Coros — Vicki Benckert, Staffan Öfwerman, Per Gessle & Marie Fredriksson
- Producción y arreglos de Clarence Öfwerman
- Todas las canciones editadas por Jimmy Fun Music, excepto "Go to Sleep" Jimmy Fun Music/Shock the Music
- Crash! Boom! Bang! fue editado por EMI en todos los territorios salvo Estados Unidos; Favorites From Crash! Boom! Bang! fue producido por CEMA Special Markets en Estados Unidos.